# Schwarze Bohnenlaus
Die Schwarze Bohnenlaus (Aphis fabae) ist ein relativ häufiger Vertreter der Blattläuse aus der Familie der Röhrenblattläuse (Aphididae).

## Merkmale
Die geflügelten und ungeflügelten Nymphen sind breit oval, 1,7 mm bis 2,7 mm lang und farblich matt schwarz bis dunkelgrün. Die Fühler und die Beine sind hell mit dunkler Spitze. Auf ihrem Hinterleib tragen die Läuse zwei große Siphonen.

## Biologie
Die Schwarze Bohnenlaus ist wirtswechselnd. Die Überwinterung erfolgt im Eistadium am Pfaffenhütchen (Euonymus europaeus) und am Gewöhnlichen Schneeball (Viburnum opulus). Die geflügelten Läuse fliegen im April auf die krautigen Sommerwirte, wobei sehr verschiedene Pflanzenarten befallen werden, z. B. Bohnen, Kartoffeln, Rüben und auch das Drüsige Springkraut. Dort bilden sich mehrere in Kolonien lebende Generationen aus. Im Herbst erfolgt die Rückwanderung zu den Winterwirten und die Ablage der Eier.

## Hauptsymptome und Bekämpfung
Charakteristisch ist das Einrollen der Blätter und Verkrümmung der Triebspitzen. Auf dem durch die Läuse abgegebenen Honigtau können sich Schwärzepilze ansiedeln. Außerdem überträgt die Art zahlreiche phytopathogene Viren.
Die Läuse können mit Hilfe von Insektiziden oder mit Seifenlauge bekämpft werden. Ein wichtiger, natürlicher Feind der Blattläuse ist der Marienkäfer und seine Larven.

## Verbreitung
Die Schwarze Bohnenlaus kommt in vielen Gebieten der Nordhalbkugel mit gemäßigtem oder wärmerem Klima vor.

## Bildgalerie

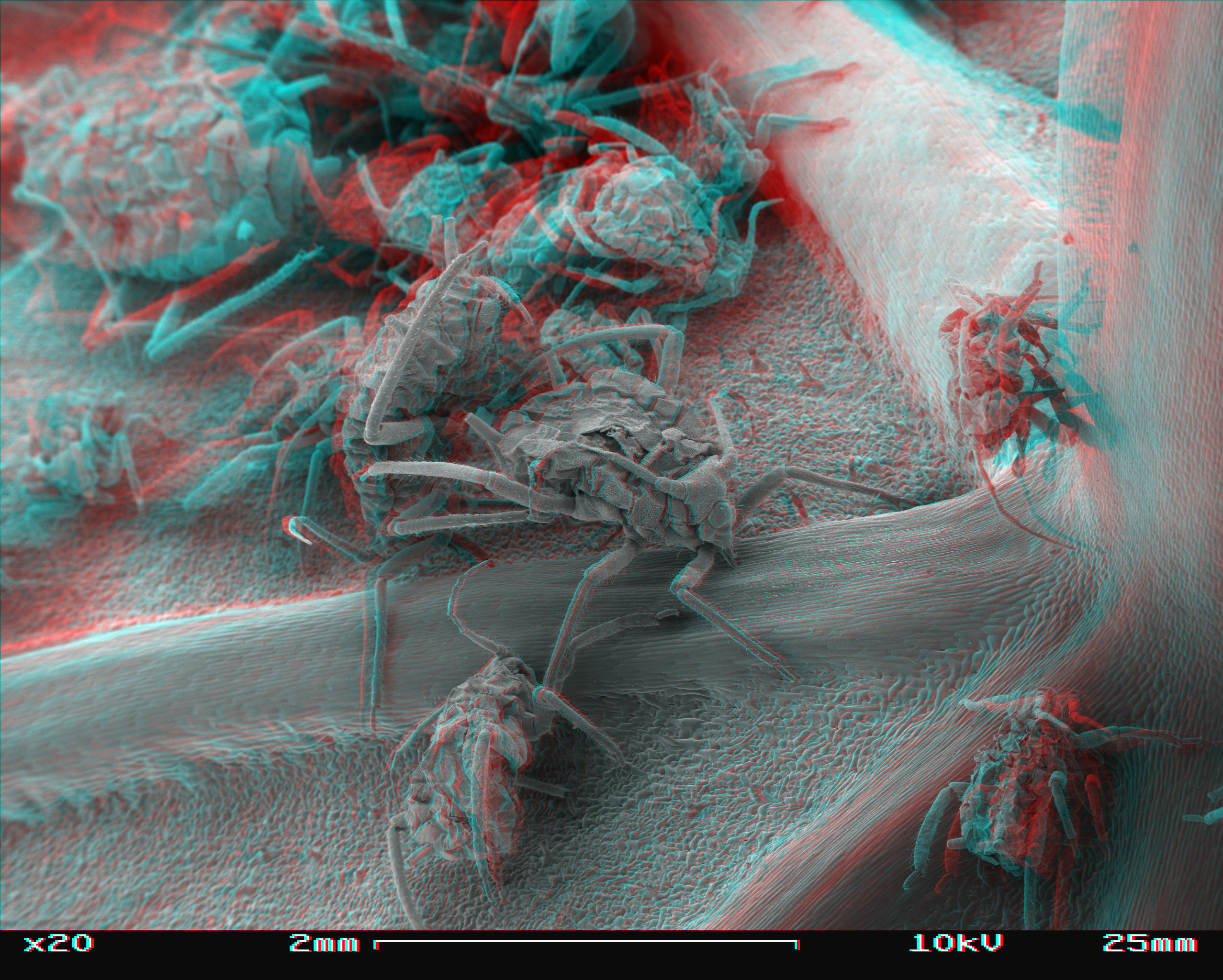
REM-Anaglyphen-Darstellung von Aphis fabae auf einer Blattunterseite, Vergrößerung 20×
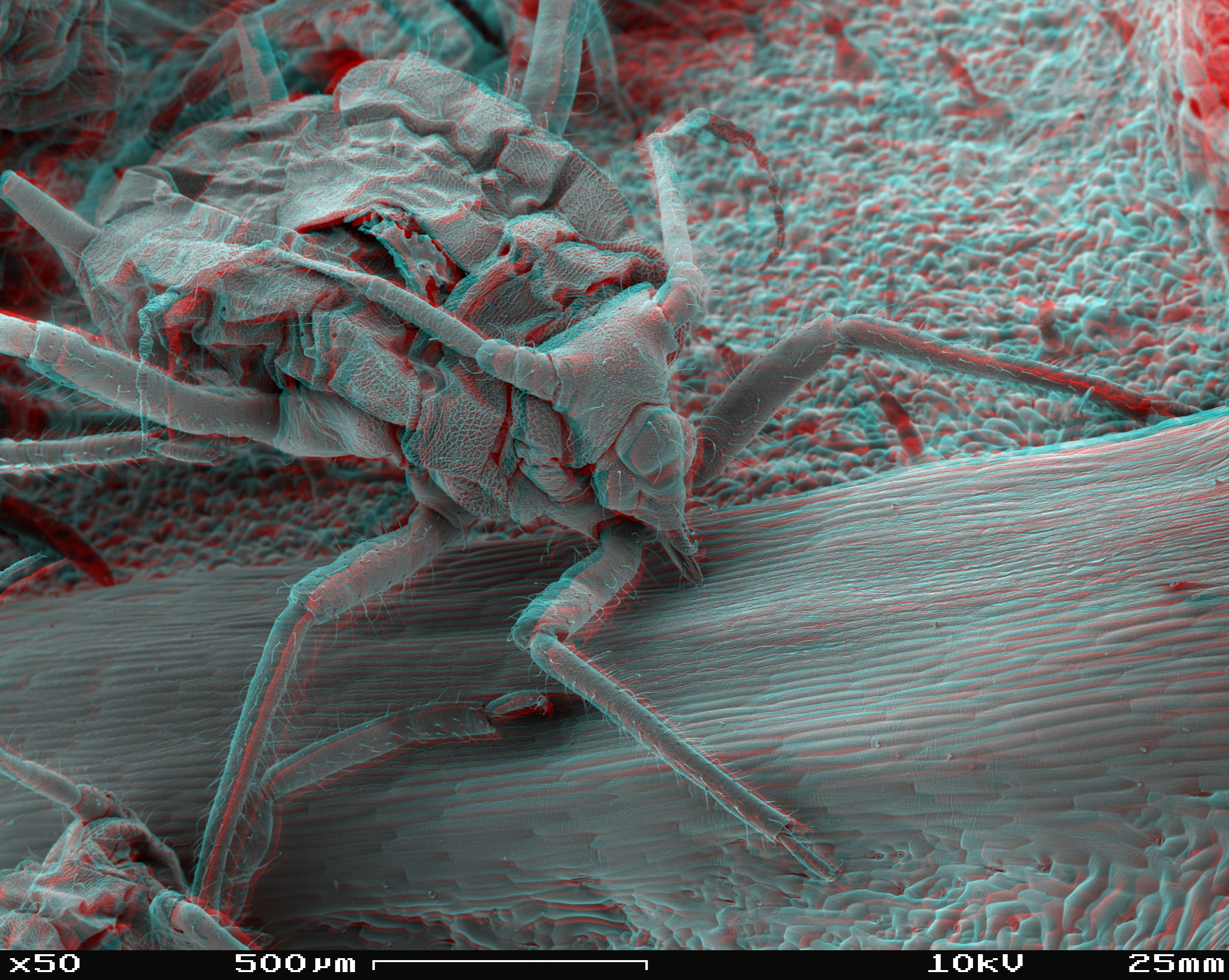
REM-Anaglyphen-Darstellung von Aphis fabae auf einer Blattunterseite, Vergrößerung 50×
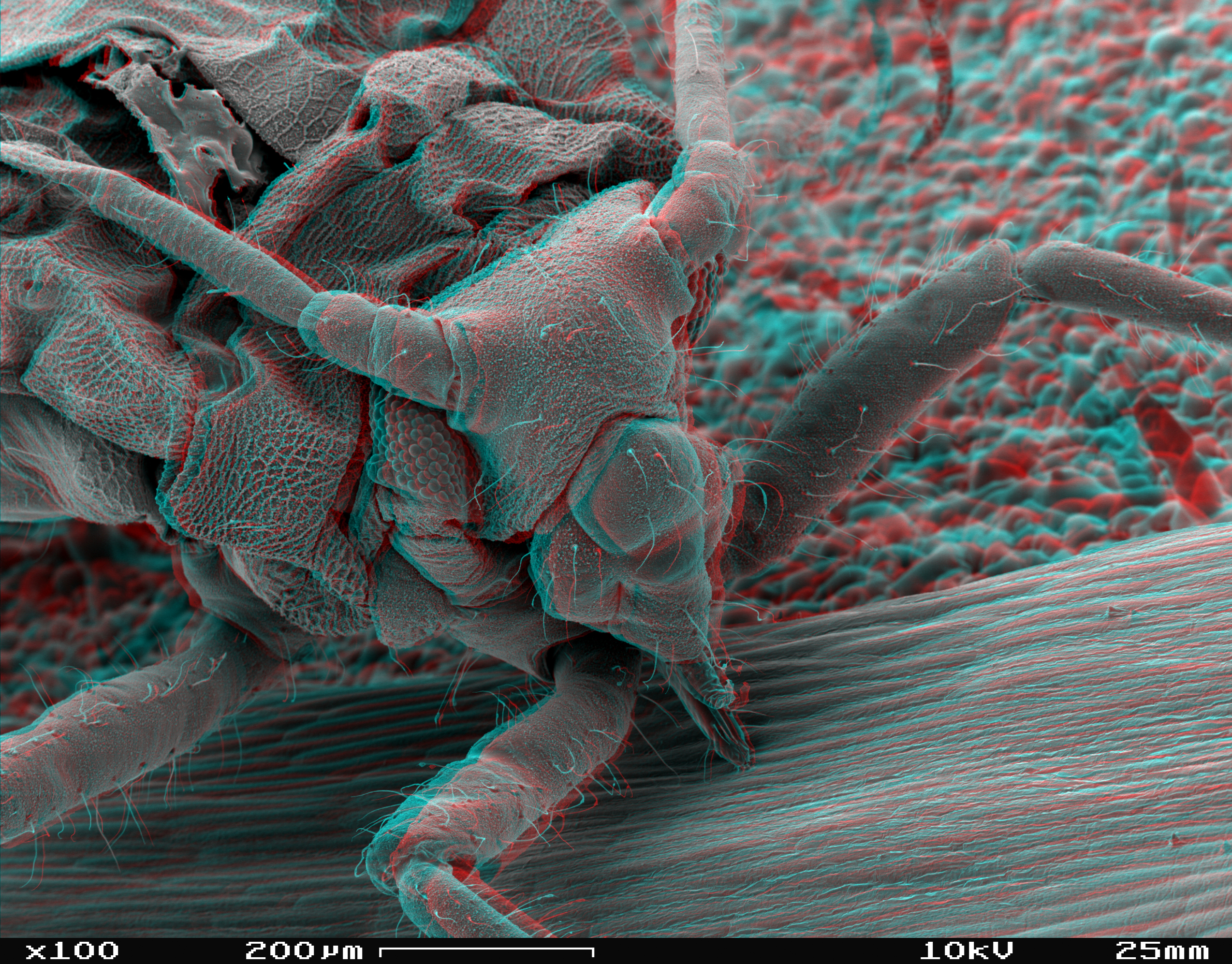
REM-Anaglyphen-Darstellung von Aphis fabae auf einer Blattunterseite, Vergrößerung 100×
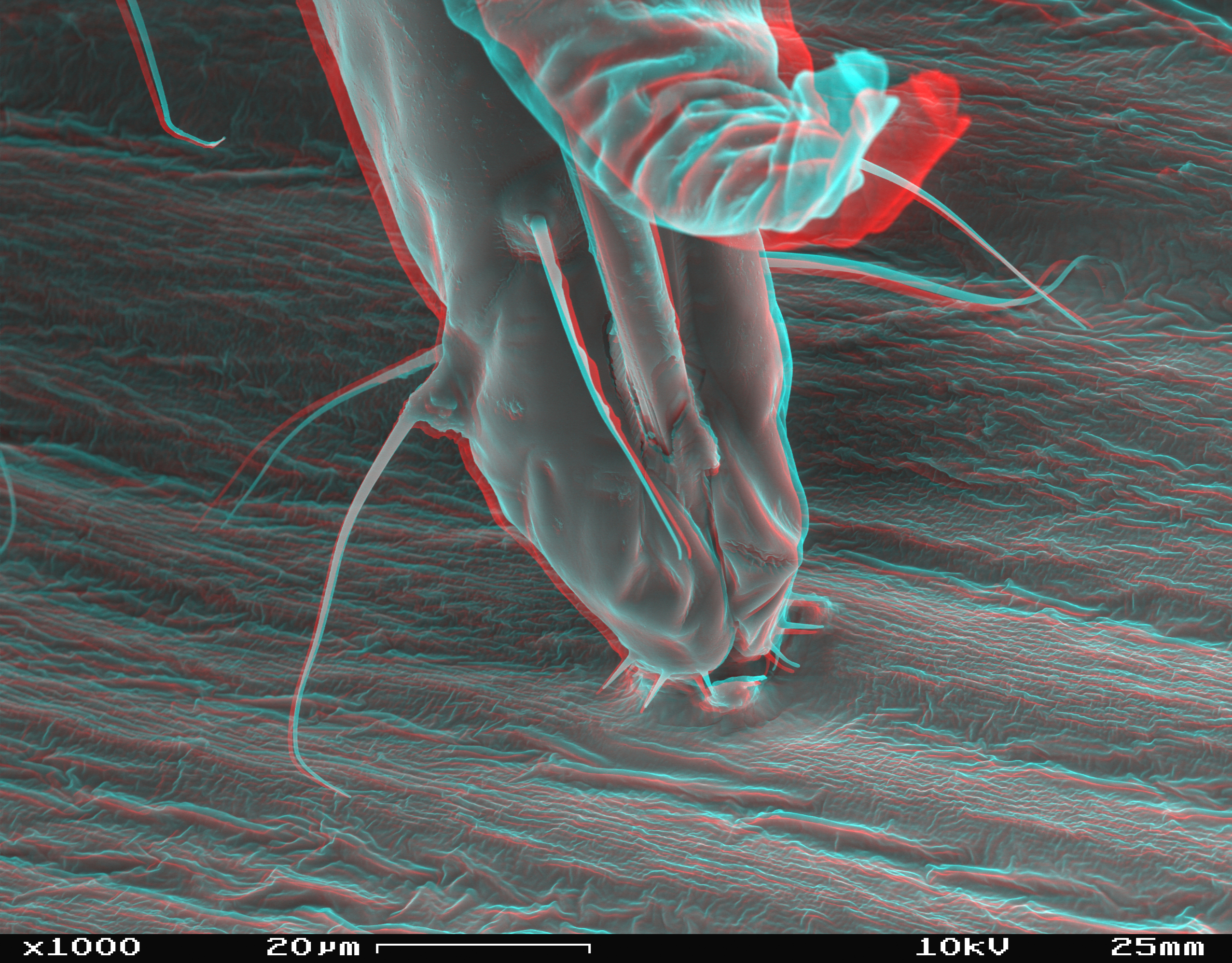
REM-Anaglyphen-Darstellung von Aphis fabae auf einer Blattunterseite, Vergrößerung 1000×